# Jean-Baptiste Claverie
Pour les articles homonymes, voir Claverie.
Pas d'image ? Cliquez ici

a Compétitions nationales et continentales officielles uniquement.

Dernière mise à jour le 20 novembre 2021.
Jean-Baptiste Claverie, né le 17 janvier 1990, est un joueur français de rugby à XV. Il évolue au poste de demi d'ouverture au RC Massy.

## Biographie
En 2013, Jean-Baptiste Claverie signe son premier contrat professionnel avec le Stade montois,.
En 2015, il s'engage avec le RC Vannes.
En 2016, il s'engage avec le Tarbes Pyrénées rugby. En 2018, il prolonge son contrat d'un an avec le club.
En 2019, il signe avec le RC Massy pour les deux prochaines saisons,.